# 柳池镇 (三台县)
柳池镇，是中华人民共和国四川省绵阳市三台县曾经下辖的一个镇。2019年12月，撤销柳池镇，将其所属行政区域划归塔山镇管辖。

## 行政区划
柳池镇撤销前下辖以下地区：
场镇社区、长梁村、松柏村、泉埝村、丁垭村、康桥村、清溪村和三角村。